# Diaoyudaoíta
La diaoyudaoíta es un mineral óxido de sodio y aluminio de composición NaAl11O17.
Descubierto en el fondo marino de la fosa de Okinawa, debe su nombre a Diaoyudao, nombre chino de las islas Senkaku.
Existe cierta convicción de que este mineral, en todas sus localidades conocidas, es un producto de residuos industriales (del refinado de cromo o de la síntesis de corindón) y no un mineral natural.

## Propiedades
La diaoyudaoíta es un mineral transparente, incoloro o de color verde claro, con brillo vítreo.
Posee una dureza entre 7,5 y 8 en la escala de Mohs, siendo su densidad 3,30 g/cm³.
Cristaliza en el sistema hexagonal, clase dihexagonal dipiramidal (6/m 2/m 2/m).
El contenido en aluminio de la diaoyudaoíta es del 50%, mientras que el de sodio es del 4%. Como principal impureza puede incorporar cromo, cuyo contenido, en forma de Cr2O3, puede alcanzar el 2%.

## Morfología y formación
La diaoyudaoíta se presenta como finos cristales tabulares de hasta 0,5 mm de tamaño.
En la localidad tipo, este mineral óxido se encuentra en la fracción de minerales pesados de la capa superficial de lodos del lecho marino a 1500 m de profundidad.
Suele aparecer asociado a inclusiones de cromo así como a hornblenda, epidota, dolomita, moscovita, clorita y biotita.

## Yacimientos
La localidad tipo de la diaoyudaoíta está en el barro del fondo marino de la fosa de Okinawa, en aguas de Japón.
Otras localizaciones de este mineral son los residuos de escoria provenientes de las minas Søve (Telemark, Noruega) y los procedentes de la fundición de plata de Altenau (Baja Sajonia, Alemania).
Existe un depósito de este mineral en la sierra de Comechingones (San Luis, Argentina); no hay acuerdo sobre si la presencia de diaoyudaoíta en este enclave tiene origen natural o antropogénico.